# Gigantolina raebareliensis
Gigantolina raebareliensis är en plattmaskart som beskrevs av Srivastav, Mathur och Rani 1994. Gigantolina raebareliensis ingår i släktet Gigantolina och familjen Schizochoeridae. Inga underarter finns listade i Catalogue of Life.